# Yasemin Allen
Yasemin Kay Allen (* 10. Juli 1989 in London) ist eine britisch-türkische Schauspielerin.

## Leben und Karriere
Allen wurde am 10. Juli 1989 in London geboren. Sie ist die Tochter von Dudley Allen und der englisch-türkischen Schauspielerin Suna Yıldızoğlu. Als sie drei Monate alt war, zog ihre Familie in die Türkei. Später zog ihre Familie nach Australien. Sie studierte an der University of Queensland. Mit ihrem 18. Lebensjahr kehrte sie in die Türkei zurück. Danach setzte sie ihr Studium am Müjdat Gezen Konservatuarı fort.
Ihr Debüt gab sie 2008 in der Fernsehserie Elif. 2010 spielte Allen in den Serien Kavak Yelleri und Yerden Yüksek mit. Außerdem trat sie in „46 Yok Olan“ auf. Unter anderem bekam sie 2011 eine Rolle in Hayat Devam Ediyor (dizi)|Hayat Devam Ediyor. 2013 wurde sie für die Serie Merhamet gecastet. Ihr Filmdebüt hatte sie in Su ve Ateş. Dann spielte sie in Muhteşem Yüzyıl mit. Zwischen 2019 und 2020 wurde Allen für Strike Back gecastet.

## Filmografie
Filme
- 2013: Su ve Ateş
- 2016: Dönerse Senindir

Serien
- 2008: Elif
- 2010: Kavak Yelleri
- 2010–2011: Yerden Yüksek
- 2011–2012: Hayat Devam Ediyor
- 2013–2014: Merhamet
- 2014: Muhteşem Yüzyıl
- 2014–2015: Şeref Meselesi
- 2016: 46 Yok Olan
- 2019–2020: Strike Back
- 2020: İyi Günde Kötü Günde
- 2021: Olağan Şüpheliler
- 2021: Menajerimi Ara
- 2022: Erkek Severse
- 2024: Bahar

## Auszeichnungen

### Gewonnen
- 2014: Internet Media of the Year Awards in der Kategorie „Beste Schauspielerin des Jahres“[8]

### Nominiert
- 2014: Turkey Elle Style Awards in der Kategorie „Stylische Schauspielerin“[9]